# Porto Murtinho
Porto Murtinho ist eine Stadt im brasilianischen Bundesstaat Mato Grosso do Sul in der Mesoregion Pantanal-Süd und der Mikroregion Baixo Pantanal. Die Stadt liegt am südlichen Rand des Pantanals unmittelbar an der Grenze zu Paraguay. In Porto Murtinho leben etwa 15.500 Einwohner (Stand: 2013).

## Geschichte
Porto Murtinho wurde wegen des Maté-Tees gegründet. Das Getränk wird in großen Mengen in Brasilien, Paraguay, Uruguay und Argentinien getrunken. Die Erlöse aus dem Verkauf des Tees haben bedeutenden Anteil an der Finanzierung der paraguayischen Kriegsführung im Tripel-Allianz-Krieg 1864–1870. Nach der Niederlage Paraguays erteilt der brasilianische Kaiser Dom Pedro II dem Händler Thomaz Larangeira für seine Unterstützung eine Konzession zur Produktion des Tees, die zur Gründung der Firma Companhia Matte Larangeira führte. Am 9. Dezember 1880 ermächtigte das kaiserliche Dekret Nr. 8799 Larangeira den Anbau des Yerba Mate zunächst für 10 Jahre. Larangeira brachte Maté-Bauern aus Paraguay in den südlichen Pantanal, die Maté-Plantagen auf dem Gebiet anlegten, das früher den Guarini-Indianern gehörte. Mit Hilfe einflussreicher Politiker wie Joaquim Murtinho, José Manuel Murtinho und General Antonio Maria Coelho gelang es der Gesellschaft, durch das Dekret Nr. 520 vom 23. Juni 1890 eine weitere Verlängerung des Monopols zu erlangen.
Der Transport des Maté machte einen Hafen am Rio Paraguay erforderlich. Deshalb erwarb die Gesellschaft im Juli 1892 die Três Barras Fazenda von Marschall Boaventura da Mota, die am linken Ufer des Flusses Paraguay lag, und baute einen Hafen für den Export von Maté. Durch das Dekret 310 vom 2. April 1912 wurde ein Teil von der Gemeinde Corumbá und zusammen mit dem Hafen am 13. Juni 1912 zur Stadt Porto Murinho zusammengeführt. Die Stadt wurde nach dem brasilianischen Finanzminister und Präsident der Rio Branco e Matto Grosso Bank, Joaquim Murthino, benannt. Diese Bank hatte die finanziellen Mittel für die Gründung der Firma aufgebracht. In der Folge sorgt das Unternehmen auch für die Errichtung von Eisenbahnstrecken zum Transport des Tees.
Nach und nach wurde die Produktion und Verwaltung weiter nach Süden, in den Bundesstaat Paraná, verlegt.
Für kurze Zeit spielte Porto Murtinho auch eine Rolle in Brasiliens konstitutioneller Revolution von 1932. Die Bundesstaaten São Paulo und der südliche Mato Grosso (heute Mato Grosso do Sul) kämpften gegen die Diktatur des brasilianischen Präsidenten Getúlio Vargas. Zu dieser Zeit war die Stadt eine wichtige Verteidigungslinie gegen die brasilianische Armee. Es gelang damals der in Ladário stationierten brasilianischen Marine die Versorgungsschiffe der Rebellen auf dem Rio Paraguay zu zerstören. Durch die Unterbrechung ihrer Nachschublinie wurden die Streitkräfte der Rebellen bald aufgerieben.

## Klima
Der Ort hat tropisches Klima. Regenzeit ist von September bis April, mit höchster Intensität im Dezember. Die Trockenzeit dauert 3–4 Monate. Es fällt pro Jahr zwischen 1000 und 1700 mm Niederschlag. Im kältesten Monat schwanken die Temperaturen zwischen 18 °C und 20 °C.
| Monat                          | Jan   | Feb   | Mär   | Apr   | Mai  | Jun  | Jul  | Aug  | Sep  | Okt   | Nov   | Dez  | Jahr |
| ------------------------------ | ----- | ----- | ----- | ----- | ---- | ---- | ---- | ---- | ---- | ----- | ----- | ---- | ---- |
| Durchschnittstemperatur °C     | 23,3  | 23,5  | 23,1  | 22,6  | 20,8 | 19,8 | 18,8 | 21   | 23,2 | 23,3  | 23,4  | 23,1 | 22,2 |
| Absolutes Minimum °C           | 14,8  | 14,3  | 14,1  | 7,7   | 2,4  | −4,5 | −1,6 | 4,3  | 8    | 9,6   | 12,9  | 15   | −4,5 |
| Durchschnittl. Minimum °C      | 18,9  | 19,1  | 16,9  | 17,3  | 14,1 | 11,4 | 9,4  | 11,4 | 15,6 | 17,5  | 18,5  | 18,6 | 15,7 |
| Durchschnittl. Maximum °C      | 29,5  | 29,6  | 30    | 30,3  | 29,2 | 29,8 | 29,6 | 31,9 | 32,5 | 31,2  | 30,3  | 29,4 | 30,3 |
| Absolutes Maximum °C           | 35,8  | 35,2  | 36,6  | 33,6  | 33,1 | 33,2 | 34,3 | 37,6 | 38,2 | 38,2  | 36    | 34,8 | 38,2 |
| Durchschnittl. Niederschlag mm | 300,2 | 259,5 | 281,4 | 132,9 | 56,7 | 8,5  | 10,9 | 16,8 | 93,9 | 161,3 | 263,9 | 321  | 1910 |
| Maximaler Niederschlag 24h mm  | 67    | 79    | 66    | 112   | 66   | 35,4 | 61   | 66   | 61,6 | 65,2  | 94    | 93,2 | 112  |
| Relative Luftfeuchtigkeit %    | 85    | 85    | 85    | 85    | 90   | 71   | 67   | 61   | 67   | 80    | 85    | 88   | 79   |

## Verkehr
Porto Murtinho liegt 437 km von der Landeshauptstadt Campo Grande und 1463 km von der Bundeshauptstadt Brasília entfernt. Die Stadt ist Endpunkt der BR-267, die sie mit dem Straßennetz von Mato Grosso do Sul verbindet.
Die Stadt hat einen Hafen am Río Paraguay.